# Charlie Harrison (cầu thủ bóng đá)
Charlie Harrison là một cầu thủ bóng đá người Anh từng thi đấu ở vị trí hậu vệ. Ông thi đấu cho Manchester United.